# Metal Slug X
Metal Slug X (メタルスラッグ X Metaru Suraggu X?) es un videojuego que forma parte de la saga Metal Slug. Fue estrenado para la consola Neo-Geo el 27 de mayo de 1999, y para PlayStation el 25 de enero de 2001. También forma parte del Metal Slug Anthology para la Wii, PlayStation 2 y PlayStation Portable. Metal Slug X es un spin-off de la versión Metal Slug 2 con nuevas características y remasterizado, logrando un éxito mayor.

## Diferencias con Metal Slug 2
- Varios sencillos de la banda sonora fueron alteradas conservando la música original de cada misión del juego. Se hizo para que sonara más limpia, arrebatadora y épica, al igual que en los demás juegos en cada misión solo hay disponible una sola música en todo el escenario.
- Varias misiones sufren cambio de tiempo. Mientras que en Metal Slug 2 toda una misión era de día, etc., en esta versión cambia el panorama.
  - La 1.ª misión es de noche en lugar de día.
  - La 2.ª misión es de día en lugar de noche.
  - La 5.ª misión es de atardecer en lugar de día.
  - El escenario del jefe final posee un cielo de distinto tono.
- Ahora es posible engordar a partir de la misión 3, mientras que en la otra versión, esto era posible únicamente en la misión 4.
- Demora menos en cargar que Metal Slug 2.
- Todos los niveles contienen a enemigos crecientes y diversos, así como un diferente boss o jefe en la primera misión.
- Los tipos y las localizaciones del vehículo se cambian generalmente.
- Durante los créditos, se reemplaza un fondo negro por una muestra de arte de diseño extraído del Art Book del juego con los personajes y jefes con la música del final del Metal Slug 1
- A modo de huevo de Pascua, en algunas misiones (concretamente en la 4 y la 5) se pueden ver algunas naves de los extraterrestres.
- Se pueden obtener objetos y prisioneros ocultos que en Metal Slug 2 no existen.
- Más enemigos y obstáculos en comparación de Metal Slug 2.
- El juego se incrementó el nivel de dificultad en todas las misiones, en el título anterior algunas áreas se facilitaron (ejemplo Misión 6 en el área del puente movible).
- El personaje Fio Germi se cambió el grito tras perder una vida, en el título anterior gritaba igual que Eri ya que montaba la misma dobladora.
- En estado de transformación de Momia en este título llega disparar de forma más rápida. en el título anterior era muy lento al disparar en dicho estado transformado, sin embargo lanzar granadas llega a ser muy lento como el título anterior.

## Novedades
- Super Armas:

Se aumentaron las cajas con las armas conocidas en Metal Slug y Metal Slug 2 pero con un nivel más potente, ya sea en alcance, daño, etc en el transformación obesa cambian su forma de ataques, en el caso de la Rocket Launcher es la única que no presenta ningún cambio físico se vuelven dirigibles como la Enemy Chaser llevando trayectoria lenta.
- Stones (Piedras)

Un arma potente contra blindados, aumenta su poder cuando el jugador engorda (se vuelven rocas).
- Iron Lizard (Lagarto de hierro, I)

Es un arma nueva en este juego. Esta arma bota una especie de misil caninomorfo y se arrastra por el suelo hasta explotar en un blanco enemigo. En el modo gordo, estos misiles se vuelven en esferas amarillas con piernas.
- Enemy Chaser (Perseguidor de enemigos, C)

Pequeños misiles similares al "Rocket Launcher", pero se diferencian en tamaño y en que el primero persigue al enemigo. Se diferencian también, ya que el Rocket Launcher es más potente, aunque menos preciso. Cuándo eres obeso, adquieren el poder de una granada normal. Claro ejemplo de ello es el primer segmento de la Misión 5 del Metal Slug 3, el mismo caso en Metal Slug 5 Misión 2 y Metal Slug 6 Misión 4, cuándo estás volando.
- Super Grenade (Super Granada, G)

Tiene funciones similares a la "armor piercing" (A.P.), por lo que puede matar a un gran número de soldados y alienígenas. Como su nombre indica, son más potentes que las granadas comunes sin embargo es una de las armas más raras de conseguir, aparece únicamente en la misión 5 en el área del tren subterráneo, en títulos posteriores se encuentra de forma muy rara con menos frecuencia, en su forma obesa, las granadas se vuelven más grandes y con mayor poder.
- Drop Shot (Disparo Bola, D)

El drop shot es también un arma nueva en este juego. El arma tiene como munición una especie de bolas explosivas que al ser disparadas rebotan. No es muy buena para ataques de largo alcance, en su forma obesa se vuelven grandes las bolas explosivas, su explosión es más pontente.

### Vehículos
- "Camel Slug": Las municiones cambian de aspecto haciéndose más grandes (adquiriendo la forma de una Heavy Machine Gun Aumentada en estado gordo), aunque siguen teniendo el mismo poder.
- "SlugNoid": Al ser utilizado en la Misión 5, el cañón adquiere el poder y las características de una Flame Bomb en estado obeso, siempre y cuando el plano de explosión esté ubicado en el suelo.
- "Metal Slug Type-R": Varía la coloración del tanque en la Misión 3, adquiriendo un tono anaranjado atardecer, el cual persistirá en determinadas situaciones a lo largo de la saga (como la Misión 1 del Metal Slug 3, contra el jefe). La única diferencia con el tanque común es que este modelo puede alcanzar mayor altura al saltar, así como también este vehículo es más rápido en la primera entrega (Metal Slug).
- "Slug Flyer": No experimenta cambio alguno(solo ligeras mejoras de control para obtener un vuelo más preciso) Basado en el modelo real Bae Harrier GR MK 3 (avión VSTOL de ataque al suelo).